# Język igwe
Język igwe – język edoidalny grupy północno-środkowej, używany w miejscowym rejonie rządowym Akoko Edo w Nigerii.